# Muschylowytschi

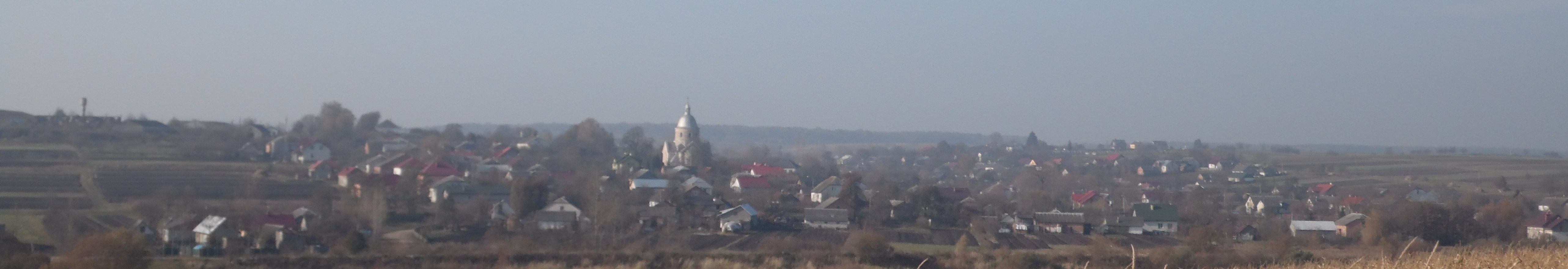
Panoramaansicht des Ortes

Muschylowytschi (ukrainisch Мужиловичі; russisch Мужиловичи Muschilowitschi, polnisch Mużyłowice, deutsch Münchenthal) ist ein Dorf in der Ukraine und liegt 12 km südöstlich von Jaworiw in der Oblast Lwiw.

## Geographie
Durch das Dorf fließt ein Bach, ein Nebenfluss des Hnojez, der in die Schklo mündet. Der Bach tritt von Süden, aus Tutschapy kommend, in das Dorf ein und durchquert es nach Südwesten. In der Mitte des Ortes, am linken Ufer des Baches, liegen die Häuser. Der westliche Teil des Ortes ist bewaldet, zum Süden hin liegt der Wald Krasny Sapust mit der höchsten Erhebung des Ortes von 272 m, zum Norden hin liegt Chlopska Hora.
Am 12. Juni 2020 wurde das Dorf ein Teil neu gegründeten Stadtgemeinde Nowojaworiwsk im Rajon Jaworiw; bis dahin bildete es die Landratsgemeinde Muschylowytschi (Мужиловичівська сільська рада/Muschylowytschiwska silska rada) im Rajon Jaworiw.

## Geschichte
Der Ort mit dem polnischen Namen Mużyłowice wurde von der Familie Mużyło gegründet und erstmals durch die beiden Brüder Herbert und Frydysz (Friedrich) Fullenstein am 22. Juli 1386 erwähnt. Bis ins späte 16. Jahrhundert war Mużyłowice in der Hand dieser Familie. Nachdem die Familie der „Mużyło“ in Muzyla/Provinz Podolien im 15. Jahrhundert ausgestorben war, fielen die Besitztümer an den König zurück, der sie im Jahre 1604 dem Starosten aus Jaworow Stanislaw Stadnicki von Żmigród überließ. Dieser vermachte den Ort dem in Lemberg ansässigen Jesuitenkolleg. Die Kapelle der Jesuiten bestand ab 1649 bis zum Bau des Kapellenneubaues im Jahr 1761. Der Neubau der Kapelle wurde in gleicher Front wie das Herrenhaus errichtet. Die Kapelle, die der Jungfrau Maria geweiht war, wurde aus kleinen Ziegelsteinen erbaut, mit weißen Ziegeln gedeckt und besaß einen kleinen Glockenturm. 1772 kam der Ort wie ganz Galizien zu Österreich, der Jesuitenorden wurde offiziell im Jahre 1773 durch Kaiser Joseph II. aufgehoben, so auch das Lemberger Jesuitenkolleg. Die Jesuiten verließen Mużyłowice. Der Ort besaß außerdem noch eine alte, große Backsteinburg. In den Jahren 1780/81 wurde der Grundbesitz der im Ort ansässigen Jesuiten durch Joseph II. enteignet. Das Kloster wurde aufgehoben. Um Plünderungen vorzubeugen, wurde das Gebiet schon sehr schnell in der Zeit von Juli bis August 1782 von mährischen Familien besiedelt. Aller Wahrscheinlichkeit nach handelte es sich hierbei um Soldaten mit ihren Angehörigen. Im Jahr 1783/84 kamen weitere 27 Familien aus Mährisch Neustadt zur Ansiedlung. Die meisten von ihnen sind aber ins Banat und nach Ungarn weitergewandert. Ab 1867 war der Ort dann politisch dem Bezirk Jaworów unterstellt und verblieb hier bis 1918, als die Zweite Polnische Republik gegründet und ihr Galizien angeschlossen wurde. Ab 1919 war sie dann unter dem Namen Mużyłowice Narodowe in der Woiwodschaft Lemberg, Powiat Jaworów, Gmina Bruchnal eingegliedert.
Münchenthal oder auch Mużyłowice Kolonia (im Gegensatz dazu wurde der ursprüngliche Ort Mużyłowice Narodowe genannt) wurde im Jahr 1783 als rein katholische Siedlung gegründet. Zu den 101 ansässigen Familien wurden in Münchenthal 40 deutsche Kolonistenfamilien aus Württemberg, Elsaß-Lothringen und aus der Gegend von Mainz angesiedelt. Das Gesamtausmaß des unter den 141 Bauernfamilien verteilten Landes betrug 1292 Joch Acker und 357 Joch Wiesen. Hiervon wurde den 40 Kolonisten-Familien 30 Prozent zugeteilt. Von den 5,1150 Joch Wald erhielten die Kolonisten keinen Anteil. Zu Mużyłowice gehört auch noch die griechisch-katholische Pfarrkirche des Erzengels Michael, die zum Dekanat von Sadowa-Wisznia/Przemyśl Diözese gehört.
1939 wurde der Ort im Verlauf des Zweiten Weltkriegs durch die Sowjetunion besetzt, die bisher selbstständigen Orte wurden vereinigt. 1941 kam es dann zur Besetzung durch Deutschland, der Ort wurde in den Distrikt Galizien (Kreishauptmannschaft Lemberg-Land, Landgemeinde Ozomla) eingegliedert. Die deutsche Wehrmacht besetzte im Juni 1944 den Ort Münchenthal auf dem Rückzug vor der herannahenden Roten Armee erneut. Am 29. Juli 1944 wurde Lemberg von der Roten Arme befreit, die beiden bisher selbstständigen Ortsteile

Zahl der Einwohner und Häuser der deutschen Kolonie Münchenthal
```
          Jahr	   Häuser   Familien   Personen
          1786          40         40       199
          1811          40         40       200
          1928                              400
          1934                              397
          1939                              370
```

Die meisten Orte bestanden aber nicht nur aus den sogenannten Kolonien der Siedler, sondern beheimateten außerdem noch Polen, Ruthenen und gegebenenfalls auch Juden, so dass sich die Gesamteinwohnerzahl der Orte auf wesentlich mehr Personen belief. So lebten exemplarisch in Mużyłowice im Jahr 1869 1185 Einwohner in 189 Häusern.

## Römisch-katholische Kirche zu Münchenthal
Anfangs wurde der Gottesdienst in der Kapelle des benachbarten Schlosses abgehalten. Die Kirche von Münchenthal wurde in den Diözesan-Aufzeichnungen von 1814 als eine aus Stein gebaute Kirche und in guten baulichen Zustand befindlich, beschrieben. Der Patron der Kirche war Sankt Antonius von Padua. Im Jahr 1854 wurde die Kirche aber auf den Namen Maria Heimsuchung geweiht. Der Altar für die Gemeindemitglieder wurde 1871 errichtet. Aber erst in den Jahren 1870 bis 1875 wurde die Kirche endgültig fertiggestellt und 1887 der Gemeinde übergeben.
Abmessungen der Kirche:
- Länge		26,5 m
- Firsthöhe	15,5 m
- Breite		13,5 m
- Turmhöhe	24 m

Der Glockenturm wurde im Jahr 1891 repariert. Nur der erste Priester war Deutscher, alle nachfolgenden polnisch. Während der russischen Besatzung im Ersten Weltkrieg, Ende 1914, wurde die Kirche von der russischen Armee besetzt und geplündert. Der Priester brachte alles wichtige Kirchengerät vorher noch in Sicherheit. Die Glocken wurden in den Jahren 1916/17 von der österreichischen Armee konfisziert. Schon im Jahr 1925 haben die Münchenthaler zwei neue Glocken gespendet und in die beiden Türme eingebaut. Ende der 20er Jahre wurde die fällige Dachsanierung vorgenommen.
Heutiger Zustand der Kirche:
Ukrainische Partisanen (UPA) haben die Kirche aufgrund von Zerwürfnissen mit den Polen angezündet. So ist der derzeitige Zustand im Jahr 2000 zu erklären. Bewegliche Kirchengüter wurden in der Kirche von Rodatyce sichergestellt. Der Glockenturm, das Dach und ein großer Teil der Kirche sind völlig zerstört, alles macht einen trostlosen Eindruck, wie die Bilder von 1995 belegen. Nach 1945 errichteten die Russen eine Kolchose in Münchenthal, wobei sie die Kirche als Lagerhalle für Dünger nutzten.
Die Kirche war nach Aussagen einer Zeitzeugin, die Münchenthal im Jahr 1942 verließ, zu dieser Zeit noch in einem guten Zustand. Nach ihrer Rückkehr 1945 fand sie die Kirche aber zerstört vor. (russ. Vormarsch Juni/Juli 1944)
Friedhof:
Der deutsche Friedhof ist in einem schlechten Zustand. Die meisten Grabsteine sind umgefallen und dabei zerbrochen.
Von den Nachkommen der Siedler kam immer mehr der Wunsch nach einem würdigen Gedenken ihrer Vorfahren auf. Dazu sollte auf dem ehemaligen Friedhof ein Epitaph errichtet werden.
2005 wurde daher die Wiederherrichtung des Münchenthaler Friedhofes und die Aufstellung eines Epitaphs durch die Unterstützung deutscher, kanadischer und amerikanischer Münchenthaler Nachfahren in Erwägung gezogen. Nach Abschluss der Planungsarbeiten 2008 wurde mit dem Bau begonnen, der 2009 mit der Aufstellung des Epitaphs auf dem ehemaligen Friedhof abgeschlossen werden konnte.
Der restaurierte römisch-katholische deutsche Kolonialfriedhof Münchenthal und das große Denkmal in Muschylowytschi wurden am 20. September 2018 mit über 170 Teilnehmern gesegnet und eingeweiht. Die Ukrainer aus dem Dorf kamen mit deutschen Kolonialnachfahren und Besuchern aus Kanada, den USA, Deutschland und Österreich zusammen. Dies war die größte Ansammlung von Ausländern im Dorf seit der Ankunft der ursprünglichen deutschen Kolonisten vor mehr als 200 Jahren im Jahr 1783. Der Gottesdienst wurde von Pater  Oleksandr Kusiy von der römisch-katholischen Kurie in Lwiw gehalten. Es nahmen auch ukrainische griechisch-katholische und ukrainisch-orthodoxe Priester teil. Dies war das erste Mal seit der Unabhängigkeit der Ukraine im Jahr 1991, dass die drei Konfessionen für einen Gottesdienst in Muschylowytschi zusammenkamen. Die Feier des Tages umfasste auch ein ukrainisches Essen im Dorf mit einer Ausstellung historischer Bücher und Landkarten über das Dorf (Münchenthal). Ein Rundgang durch die ehemalige Kolonie beinhaltete den Besuch ehemaliger Häuser der anwesenden Nachkommen, der ehemaligen römisch-katholischen Kirche, der alten griechisch-katholischen Holzkirche aus dem Jahr 1600 und anderer Sehenswürdigkeiten.